# Число Діна
Число Діна ( De ) — крітерій подібності в механіці рідини, яка використовується при дослідженні течії в криволінійних трубах і каналах . Він названий на честь британського вченого В. Р. Діна, який першим надав теоретичне рішення руху рідини через вигнуті труби для ламінарного потоку, використовуючи процедуру збурення від потоку Пуазейля в прямій трубі до потоку в трубі з дуже малою кривиною.  

## Фізичні умови використання

Схема пари вихрів Діна, які утворюються у вигнутих трубах.

Якщо рідина рухається вздовж прямої труби, яка через деякий момент стає вигнутою, доцентрові сили на вигині призведуть до того, що частинки рідини змінять свій основний напрямок руху. На викривленій ділянці русла виникає поперечний градієнт тиску спрямований від внутрішньої до зовнішньої стінки. Внаслідок цього  швидкість зменшується біля опуклої (внутрішньої) стінки, і навпаки, збільшується в напрямку до зовнішньої сторони труби. Це призводить до виникнення вторинного руху, накладеного на первинний потік, при цьому рідина в центрі труби витісняється до зовнішньої сторони вигину, а рідина біля стінки труби повертається до внутрішньої сторони вигину. Очікується, що цей вторинний рух буде виглядати як пара вихрів, що обертаються протилежно, які називаються вихорами Діна .

## Визначення
Число Діна зазвичай позначається De (або Dn ). Для потоку в трубі або трубці він визначається як:
{\displaystyle {\mathit {De}}={\frac {\sqrt {{\frac {1}{2}}\,({\text{сили інерції}})({\text{доцентрові сили}})}}{\text{в'язки сили}}}={\frac {\sqrt {{\frac {1}{2}}\,(\rho \,D^{2}\,R_{c}\,{\frac {v^{2}}{D}})(\rho \,D^{2}\,R_{c}\,{\frac {v^{2}}{R_{c}}})}}{\mu {\frac {v}{D}}D\,R_{c}}}={\frac {\rho \,D\,v}{\mu }}{\sqrt {\frac {D}{2\,R_{c}}}}={\textit {Re}}\,{\sqrt {\frac {D}{2\,R_{c}}}}}
де
- {\displaystyle \rho } – густина рідини
- {\displaystyle \mu } – динамічна в’язкість
- {\displaystyle v} – характерна осьова швидкість
- {\displaystyle D} – діаметр (для некругової геометрії використовується еквівалентний діаметр; див. число Рейнольдса )
- {\displaystyle R_{c}} – радіус кривини русла.
- {\displaystyle {\textit {Re}}} це число Рейнольдса .

Таким чином, число Діна є добутком числа Рейнольдса (на основі швидкості на осі потоку {\displaystyle v} через трубу діаметром {\displaystyle D} ) і квадратний корінь відношення кривин.

## Перехід до турбулентності
Потік не має вторинних течій для низьких чисел Діна (De < 40~60). Коли число Діна збільшується від 40~60 до 64~75, деякі хвилеподібні збурення можна спостерігати в поперечному перерізі, що свідчить про наявність вторинного потоку. При великих числах Діна (De > 64~75) пара вихрів Діна стає стабільною, що вказує на первинну динамічну нестабільність. Вторинна нестабільність з'являється для De > 75~200, де вихори мають хвилясту поверхню, скручування і, за певних обставин, злиття або розщеплення пари вихрів. Повністю турбулентний потік утворюється для De > 400.  Перехід від ламінарного потоку до турбулентного досліджувався у великої кількості  наукових робот, хоча універсальне рішення не знайдене, оскільки параметр сильно залежить від коефіцієнта кривини.  На первий погляд дещо несподівано ламінарний потік може підтримуватися для більших чисел Рейнольдса (навіть у два рази для найвищих вивчених коефіцієнтів кривини), ніж для прямих труб, хоча, як відомо, кривина викликає нестабільність. 

</br>Відношення з числами Нуссельта та Рейнольдса
{\displaystyle Nu=0.76\cdot Re^{-0.23}\cdot De^{-0.114}}
де:
- Re — число Рейнольдса
- De — число Дина
- Nu — число Нуссельта